# Aramo
Aramo (si pronuncia Àramo, [ˈaramo]) è una frazione del comune di Pescia, in provincia di Pistoia, Toscana. È una delle località dette Dieci castella della Valleriana, soprannominata Svizzera Pesciatina.

## Monumenti e luoghi d'interesse
- Chiesa di San Frediano
- Oratorio della Natività di Maria (o Madonna delle Grazie)